# オルガ・ノイヴィルト
オルガ・ノイヴィルト（Olga Neuwirth, 1968年8月4日 - ）は、オーストリアの現代音楽の作曲家。グラーツ出身。

## 経歴
ノイヴィルトは7歳でトランペットのレッスンを始めた。それから、ウィーンで、エレクトロ・アコースティック研究所での勉強と並行して、ウィーン国立音楽大学で、エーリヒ・ウルバンナー（Erich Urbanner）の指導の下、作曲法を学んだ。ノイヴィルトの学位論文のテーマは、アラン・レネ監督の映画『L'amour à mort』（ 1984年）の音楽についてだった。1985年から1986年にかけて、彼女はサンフランシスコ・コンサーバトリー・オブ・ミュージック（en:San Francisco Conservatory of Music）で、エリナー・アーマー（en:Elinor Armer）について音楽を学んだ。その後、1993年から1994年にかけて、IRCAMでトリスタン・ミュライユの教えを受け、ヴィオラ・ダモーレのための『...?risonanze!...』などの曲を作曲した。活動を始めた初期の頃、ノイヴィルトはイタリア人作曲家ルイジ・ノーノと会う機会を得た。ノーノのラディカルで政治的な考えはノイヴィルトと通じるところがあり、ノイヴィルト自身、この出逢いは自分の人生に重大な影響を与えたと語っている。
ノイヴィルトは多数の室内楽曲をカイロス・レーベルからリリースする一方で、デヴィッド・リンチの映画『ロスト・ハイウェイ』をオペラ化した。台本は作家のエルフリーデ・イェリネクが書き、2003年グラーツで初演された。クラングフォーラム・ウィーンによる生演奏と、あらかじめ録音された電子音響・映像の合成は、IEMが、オープンソース・ソフトウェアPure Dataを使って、実現することができた。アメリカでの初演は、オハイオ州オベリンにあるオベリン大学で、さらにニューヨークのミラー劇場でも公演された。プロデュースはオベリン音楽院ならびにオベリン現代音楽アンサンブルが勤めた。カイロスからリリースしたサラウンド録音は、フランスの雑誌『ディアパソン』誌からディアパソン金賞を授与された。
2017年にドイツ音楽作家賞交響曲作曲賞を受賞した。2021年ウルフ賞芸術部門受賞。2022年エルンスト・フォン・ジーメンス音楽賞受賞。
2023年8月にはサントリーホールサマーフェスティバルのテーマ作曲家となっている。